# みちのく温泉

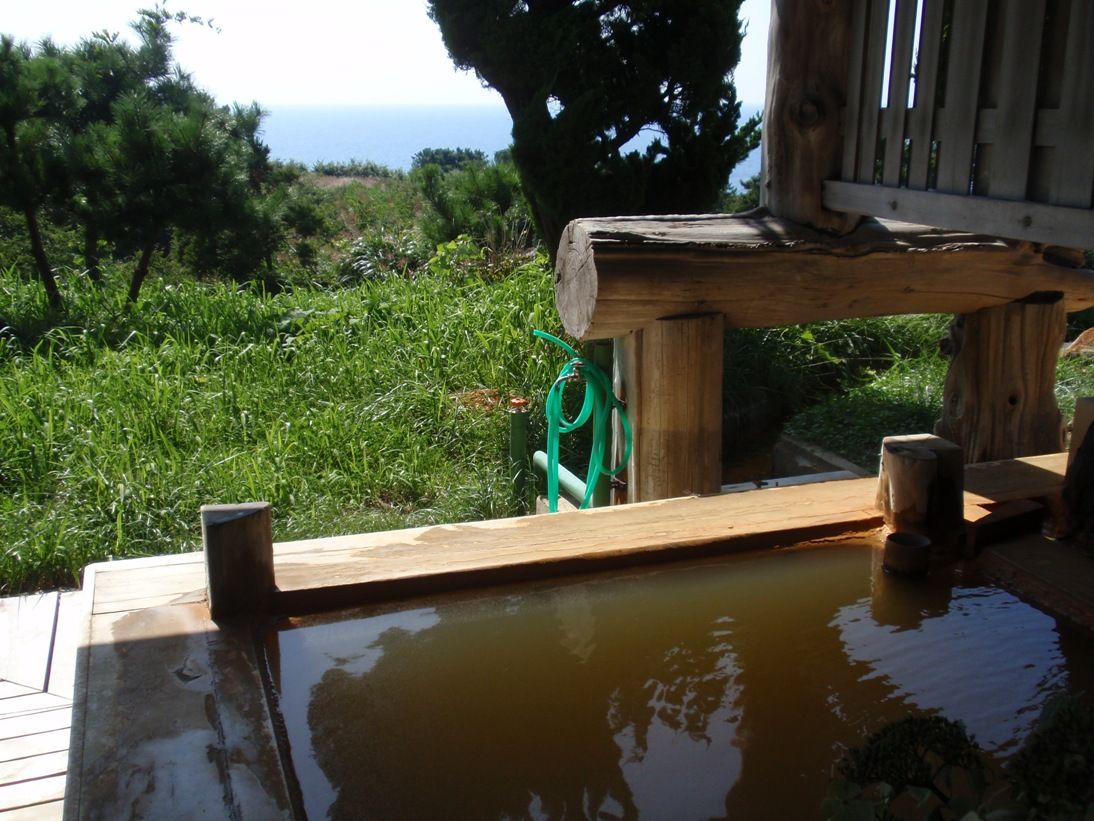
露天風呂

みちのく温泉は、青森県西津軽郡深浦町艫作（へなし）（旧国陸奥国）にあった温泉。希少な二酸化炭素泉で遊離二酸化炭素含有量が国内1位。

## 泉質
- 二酸化炭素泉・食塩泉
  - 遊離炭酸含有量4,004mg/kg

吉川温泉の開湯までは、日本でもっとも遊離二酸化炭素含有量の高い温泉であった。その後は吉川温泉の二酸化炭素含有量が低下しているため、2014年8月現在はみちのく温泉が1位に返り咲いている。源泉温度は60℃であり、毎分119ℓの湯量を源泉かけ流しである。近隣の黄金崎不老不死温泉とは、湯の色が似ているために同じ成分だと誤解されがちであるが、泉質は別物である。

### 効能
二酸化炭素泉の特徴は、1キログラムの温泉水中に遊離炭酸1000ミリグラム以上を含むとされている。これに浸かると、体表の隅々まで炭酸ガスの気泡が付着する。冷鉱泉および低鉱泉が比較的多く見られるが、体熱が拡散されることにより、湯冷めを気にすることもない。この泉質は毛細血管を拡げて血圧を下げるので『心臓の湯』と称され、高血圧に効くとされているが、他に適応は、運動麻痺、関節痛・筋肉痛、打撲、動脈硬化、切り傷、冷え性、更年期障害、不妊症などとなっている。同様の泉質に、大分県の長湯温泉がある。
これらの効能には個人差があり、必ずしも効果があるわけではない。

## 施設
- 1981年開湯。2014年ころを最後に閉鎖[6]
- 一軒宿。
- 敷地内をJR五能線『リゾートしらかみ号』が走っている[7]。
- 敷地内には日本で2番目に大きな水車があり、夜はライトアップされる。

## アクセス
- 鉄道：JR五能線艫作駅下車、徒歩約15分。
  - 五能線の観光列車、リゾートしらかみ（冬季以外毎日2往復）でウェスパ椿山駅下車、到着に合わせて無料送迎バスが運行している。
- 車：津軽自動車道五所川原東ICから国道101号で約1時間30分、日本海東北自動車道能代南ICから国道101号で約1時間。

## 周辺
- 黄金崎不老不死温泉